# جيف سينجر
جيف سينجر (بالإنجليزية: Jeff Singer)‏ هو موسيقي بريطاني، ولد في 31 مارس 1971 في مانشستر في المملكة المتحدة.

## وصلات خارجية
- جيف سينجر على موقع IMDb (الإنجليزية)
- جيف سينجر على موقع ميوزك برينز (الإنجليزية)
- جيف سينجر على موقع ديسكوغز (الإنجليزية)